# Palamisme
El palamisme és el nom que reben les opinions teològiques del sacerdot cristià de l'Imperi Romà d'Orient Gregori Palamàs (c.1296 – 1359).
S'entén el palamisme com una defensa de l'hesicasme contra les propostes de Barlaam de Seminara. El seus seguidors són anomenats palamites.
Va sorgir a partir del segle xiv i es considera en gran manera com una mena de reacció «passiva» davant la decadència que patia l'Església Ortodoxa Grega, decadència deguda sobretot a la constant pèrdua de territoris i poder per part de l'Imperi Romà d'Orient.
Segons el palamisme, l'hesicasme aconsegueix reunir la passió (el «cor»), el desig i la intel·ligència. Per sostenir tal opinió, Palamàs considera el «cor» de l'ésser humà com un centre en què s'integra tot el seu ésser i per la qual cosa aquest ésser queda alhora integrat, mitjançant l'assemblea (l'Església) que és il·luminada per l'Esperit Sant, a la humanitat «crística» i, per tant, el cristianisme considera Crist també Déu, i s'aconsegueix així una comunió i una unió mística de la humanitat amb Déu.
Palamàs defensava l'opinió que els humans poden arribar a ser com Déu si s'aconseguia la divinització sense comprometre la transcendència, Palamàs distingia entre l'essència inaccessible de Déu i les energies a través de les quals la humanitat pren consciència i li permet compartir la seva vida divina. La idea central de la teologia de Palamàs és la distinció entre l'essència divina i l'energia divina, encara que no en fa una distinció conceptual.
El palamisme és un element central de la teologia ortodoxa oriental, i forma part dels dogmes de l'Església Ortodoxa a partir del V Concili de Constantinoble. El palamisme ha estat definit com «la més profunda assimilació de les tradicions monàstiques i dogmàtiques, combinada amb un repudi de la noció filosòfica de la saviesa externa».
Històricament, el cristianisme occidental ha rebutjat el palamisme, sobretot la distinció que fa entre essència i energia, caracteritzant-lo com una visió herètica i una escissió inacceptable de la Trinitat i evocadora del politeisme. A més, la pràctica associada a l'hesicasme i utilitzada per obtenir Theosis es va qualificar de «màgica». Alguns pensadors catòlics han pres una visió positiva dels ensenyaments de Palamàs, fins i tot s'accepta la distinció essència-energia, argumentant que no representa una divisió teològica insuperable entre el catolicisme i l'ortodòxia oriental.
El rebuig del palamisme per part d'Occident i per part d'aquells d'Orient que van afavorir la unió amb Occident (els anomenats latinophrones ('amics dels llatins'), va contribuir que a Orient fos ràpidament acceptat.